# L'Aube (journal)
Pour les articles homonymes, voir L'Aube.
L'Aube est un journal français d'inspiration chrétienne et démocrate qui parut de 1932 à 1951.

## Historique

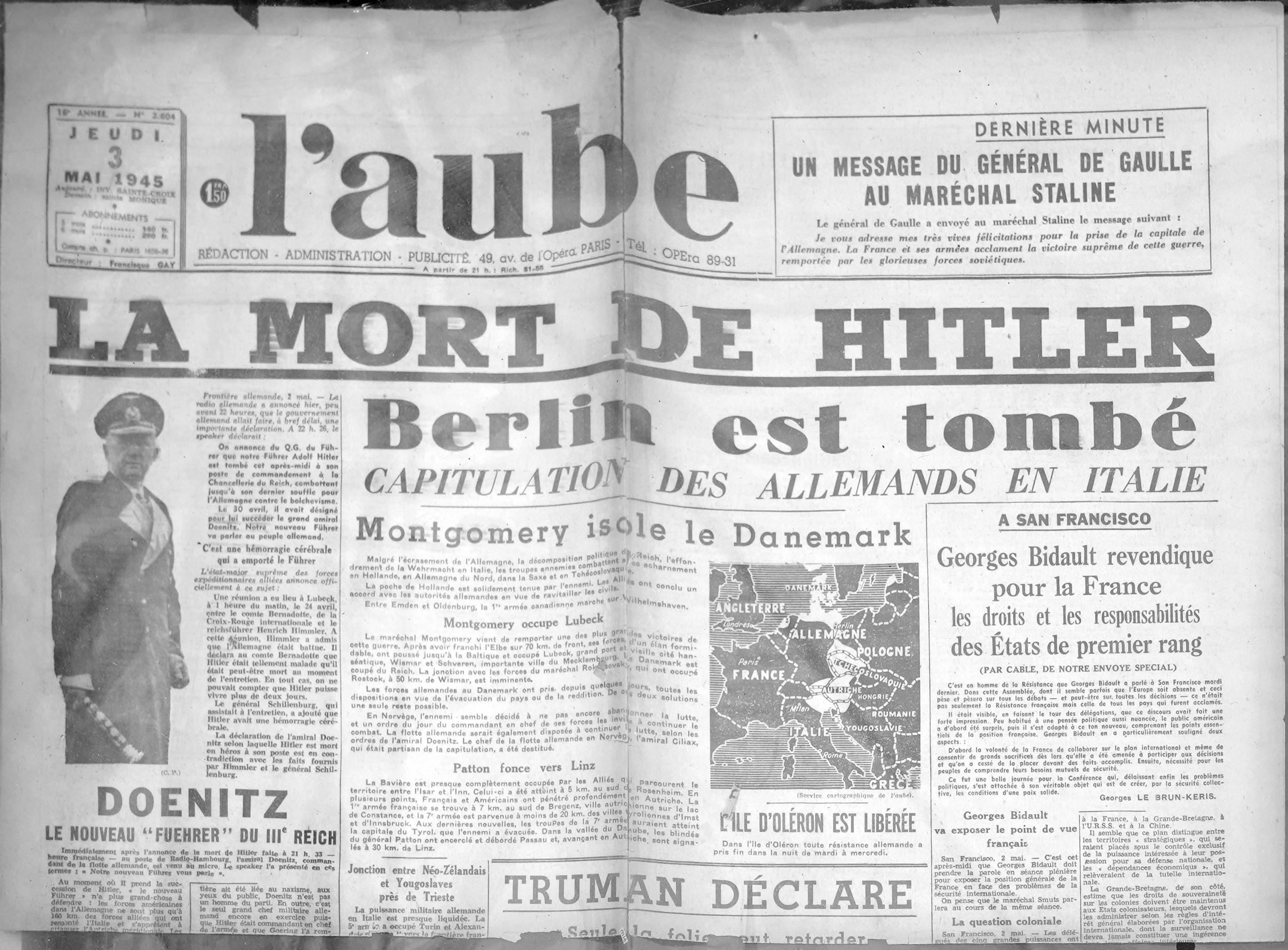
la une du 3 mai 1945.

La création de L'Aube a été annoncée fin 1931 par Francisque Gay avec pour ambition de défendre les valeurs des démocrates d'inspiration chrétienne sur le terrain politique. Codirigé avec Gaston Tessier, secrétaire général de la CFTC, l'Aube profite de contributions d'éditorialistes tels que les philosophes Maurice Blondel, Étienne Borne et Jean Lacroix, les écrivains Julien Benda, Maurice Brillant, Robert Cornilleau, Jean Dannenmuller, Robert Schuman, Philippe Serre, Luigi Sturzo, Louis Terrenoire  et Maurice Vaussard, le critique d'art René Domergue, mais aussi et surtout Georges Bidault qui devient, dès 1934, rédacteur en chef,,. Un autre collaborateur célèbre fut de Gaulle. Jean Morienval, qui est par ailleurs le secrétaire général du Syndicat des journalistes français CFTC est critique dramatique et littéraire.
Avec Sept, la Vie Catholique et Temps Présent, et malgré une diffusion limitée à 13 000 exemplaires, L'Aube semble avoir été un élément important de la diffusion de la pensée démocrate-chrétienne dans la période d'avant-guerre en France, aux côtés du Parti démocrate populaire.
Après-guerre, au temps du Mouvement républicain populaire, Maurice Schumann devient directeur politique du journal. Il y signe son dernier éditorial le 30 juillet 1951, l'Aube sortant son dernier numéro le 20 octobre de la même année.
Le reporter Jacques Chegaray, salarié du journal, réalise à l'été 1949 un reportage relatant les exactions de l'armée française en Indochine. L'Aube le refuse car "le parti démocrate-chrétien est particulièrement actif dans la politique de guerre", et qu'il doit publier donc dans Témoignage chrétien. En France, "toute la presse s'en fait l'écho"[réf. nécessaire] et "les députés, lors d'une séance orageuse, évoquent le problème". Ce texte est repris dans l'ouvrage de l’historien Pierre Vidal-Naquet  « Les Crimes de l'armée française », paru pour la première fois en 1975 et réédité en 2001 avec une préface inédite de l'auteur. Il fait qu'une partie la gauche chrétienne qui se retrouve au premier rang" du combat anticolonialiste[réf. nécessaire], avant même que le PCF et la CGT s'en emparent à l'hiver 1949-1950. Le reporter rapporte l'utilisation de la torture par l'Armée, au moment où des enquêtes internes menées par le Service de sécurité « Air » à la mi-1949 à Hanoï repèrent l'utilisation de la torture et des exécutions sommaires en au moins deux occasions séparées. En France, "toute la presse s'en fait l'écho"[réf. nécessaire] et "les députés, lors d'une séance orageuse, évoquent le problème". André Fontaine, dans Le Monde du 30 juillet, souligne que Jacques Chegaray  écrit dans le journal "du parti auquel appartient le ministre de la France d'outre-mer" et s'inquiète pour les "100000 des nôtres qui se battent là-bas" et "leurs familles anxieuses de la tournure" que prend cette guerre, où des villages sont "brûlés par représailles" par l'armée, actes de "la barbarie", et fait un lien avec les exactions des nazis en France cinq ans avant. Ces exactions se combinent avec des humiliations à grande échelle, des viols et abus sexuels, selon Michel Bodin, historien français spécialiste de la guerre d'Indochine .